# Die totale Familie
Die totale Familie ist eine von Ernst Schmidt jr. im Jahre 1981 gedrehte österreichische Filmproduktion. Der Spielfilm ist eine Adaption des Romans Die Merowinger oder Die totale Familie von Heimito von Doderer. 

Die totale Familie blieb Ernst Schmidts einzige Filmproduktion.
Die Uraufführung der Produktion fand am 16. Oktober 1981 im Rahmen der Viennale in Wien statt.

## Kritiken
- „Der Film scheißt sich nichts und voll auf jeden Sinn für erzählerische Bögen und Rhythmen, grell ist er und ein bisschen trashig, sieht aus, als hätte er nicht viel gekostet, bloß vieler Leute Nerven, billig könnte man sagen, und zwar mit Recht, wie in: recht und billig, so ist dieser Anschlag auf die guten austriakischen Sitten.“ filmarchiv Austria